# アミノ糖

α-グルコサミン

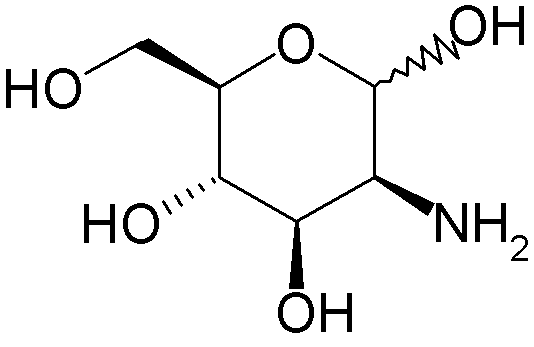
マンノサミン

アミノ糖（アミノとう、amino sugar）は、アミンを含む糖である。誘導体には N-アセチルグルコサミン、シアル酸などがある。

## アミノグリコシド
アミノグリコシドは、細菌のタンパク質合成の化学反応を抑制する抗細菌化合物に分類される。これらの化合物にはしばしばアミノ糖が含まれる（アミノシクリトールが含まれることもある）。

## おもな誘導体
- グルコサミン
- N-アセチルグルコサミン
- N-アセチルムラミン酸
- ガラクトサミン
- N-アセチルガラクトサミン
- マンノサミン
- N-アセチルマンノサミン
- ノイラミン酸
- N-アセチルノイラミン酸
- ダウノサミン
- フルクトサミン
- ヘキソサミン
- ケトサミン
- ムラミルジペプチド
- ペロサミン